# Xenandra caeruleata
Xenandra caeruleata is een vlindersoort uit de familie van de prachtvlinders (Riodinidae), onderfamilie Riodininae.
Xenandra caeruleata werd in 1878 beschreven door Godman & Salvin.